# Tomoya Echigo
Tomoya Echigo (jap. 越後 智也, Echigo Tomoya; * 18. August 1992) ist ein japanischer Eishockeyspieler, der seit 2015 bei den Ōji Eagles aus der Asia League Ice Hockey unter Vertrag steht.

## Karriere
Tomoya Echigo begann mit dem Eishockey bei Komazawa Tomakomai, wo er bereits als 16-Jähriger in der Japan Ice Hockey League spielte. Nachdem er von 2010 bis 2012 für die Mannschaft der Chūō-Universität spielte, unterbrach er seine Vereinskarriere vorübergehend. Seit 2015 spielt er mit den Ōji Eagles in der Asia League Ice Hockey.

### International
Für Japan nahm Echigo im Juniorenbereich zunächst an den U18-Weltmeisterschaften 2009 und 2010 in der Division I teil. Anschließend spielte er mit den japanischen Junioren bei der U20-Weltmeisterschaft 2012 ebenfalls in der Division I. Zudem spielte er mit der japanischen Studentenauswahl bei den Winter-Universiaden 2013 in italienischen Trentino und 2015 im spanischen Granada.
Für das japanische Herren-Team spielte er erstmals bei der Weltmeisterschaft 2018 in der Division I.

## Asia-League-Statistik
(Stand: Ende der Saison 2017/18)